# Четверта війна діадохів
Четверта війна діадохів (307—301 рр. до н. е.) — останній великий етап боротьби між полководцями Александра Македонського (діадохами) за контроль над його імперією. Основними учасниками цієї війни були Антигон I Одноокий, його син Деметрій I Поліоркет, а також коаліція інших діадохів — Кассандр, Селевк I Нікатор, Лісімах та Птолемей I Сотер.

## Передумови
Після закінчення Третьої війни діадохів у 311 р. до н. е., мир між діадохами був лише тимчасовим. Антигон Одноокий продовжував розширювати свій вплив у Малій Азії та Сирії, і, зрештою, проголосив себе і свого сина Деметрія царями у 306 р. до н. е. Це стало прямим викликом іншим діадохам, які прагнули зберегти баланс сил.
Коаліція проти Антигона, до якої увійшли Кассандр, Селевк, Лісімах і Птолемей, сформувалася для того, щоб стримати його амбіції.

## Хід війни

### Військові дії в Греції та на морі
Війна розпочалася з дій Деметрія Поліоркета, який активно діяв у Греції. У 307 р. до н. е. він захопив Афіни та проголосив їх вільними від контролю Кассандра. Деметрій також вів морські кампанії проти Птолемея в Східному Середземномор'ї, зокрема в Кіпрі, де здобув перемогу в морській битві при Саламіні у 306 р. до н. е.

### Підйом і падіння Антигона
Антигон, проголосивши себе царем, намагався розширити свій вплив, контролюючи більшу частину Малої Азії та Сирії. Однак його агресивна політика викликала об'єднання діадохів проти нього. Його головна мета полягала в тому, щоб захопити Македонію та Грецію і створити єдину імперію під своїм контролем.

### Битва при Іпсі (301р. до н.е.)
Кульмінацією Четвертої війни діадохів стала битва при Іпсі в 301 р. до н. е. Вона відбулася в центральній частині Малої Азії, де об'єднані сили Кассандра, Лісімаха, Селевка і Птолемея зустрілися з армією Антигона і Деметрія.
Антигон і Деметрій мали значну кількість військ, зокрема сильну піхоту і бойових слонів. Однак коаліція мала перевагу в кавалерії, особливо завдяки силам Селевка. В результаті вирішальної битви Антигон загинув, а Деметрій втік з поля бою.

## Наслідки
Після поразки при Іпсі імперія Антигона розпалася, і його території були розділені між переможцями: Селевк I Нікатор отримав контроль над східною частиною імперії, включаючи Сирію і частину Малої Азії.
Лісімах зайняв західні частини Малої Азії і зміцнив свою владу у Фракії.
Кассандр зберіг Македонію і Грецію під своїм контролем.
Птолемей I Сотер затвердився в Єгипті і частково на Середземноморському узбережжі.
Поразка Антигона та розділ його територій остаточно закріпили поділ імперії Александра Македонського на кілька окремих держав, що призвело до початку Еліністичного періоду.

## Учасники
Основні діадохи:
- Антигон I Одноокий — полководець Александра, який прагнув відновити єдність імперії під своєю владою, загинув у битві при Іпсі.
- Деметрій I Поліоркет — син Антигона, правитель Афін і один із головних полководців у війні, після поразки продовжив боротьбу, хоча й втратив більшу частину своєї влади.
- Селевк I Нікатор — діадох, який заснував Селевкідську імперію після війни, контролюючи величезні території на сході.
- Лісімах — правитель Фракії, який отримав західні частини Малої Азії після перемоги.
- Кассандр — син Антипатра, який зберіг контроль над Македонією і Грецією.
- Птолемей I Сотер — правитель Єгипту, який зміцнив свої позиції після війни.